# ۴۳۶ (قمری)
۴۳۶ (قمری)، چهارصد و سی و ششمین سال در گاهشماری هجری قمری است. اول محرم این سال برابر با چهارم اوت سال ۱۰۴۴ میلادی است.

## درگذشتگان
- سید مرتضی علم‌الهدی فقیه شیعه

## وابسته
- شیخ طوسی